# Con ganas
Con ganas es el título del 15°. álbum de estudio grabado y realizado por el cantautor español Camilo Sesto, El álbum fue lanzado al mercado bajo el sello discográfico Ariola a finales del año 1982. El álbum fue producido por el propio artista y coproducido por Óscar Gómez.

## Clasificación y ventas
| País      | clasificación | Certificación |
| --------- | ------------- | ------------- |
| Argentina | 8             | ninguna       |
| España    | —             | Oro           |

El álbum se vendió más de 50.000 copias en España.

## Lista de canciones
- Todas las canciones compuestas por Camilo Blanes, excepto donde se indica.[4]

1.-Quien lo diría                                                3'56" 
2.-Mientras me sigas necesitando.              4'34" 
3.-Devuélveme mi libertad.                             2'48" 
4.-Mi mundo tu.                                                3'28" 
5.-Escapar *.   (Raul Ovelar).                          3'17" 
6.-Terciopelo y piedra.                                     4'00" 
7.-Era tu voz.                                                     3'24" 
8.-Un sueño de menos.                                   3'27" 
9.-Que pretendes de mi?                                 3'52" 
10.-Puente sobre aguas turbulentas (Bridge over troubled water).  Paul Simon                          5'02" 
En esta sesión se grabaron 3 temas más, 2 de ellos se editaron en cd en 1998, y son: 
Triangulo de amor                                             3'38" 
Vienes o no?                                                       3'11" 
Hasta donde * inédito en lp y en cd.               4'01" 

## Créditos y personal
| - Richard Hewson - Arreglos en pistas 1, 2 y 10. - Graham Preskett - Arreglos en pistas 3, 4, 6, 7 y 9. - Richard Myhill - Arreglos en pistas 5 y 8. - Arreglos concebidos por: Camilo Sesto y Óscar Gómez. - Graham Jarvis, Barry Morgan - Batería - Paul Westwood - Bajo - Ray Russell, Alan Parker, Nigel Jenkins - Guitarras - Graham Preskett, Richard Myhill - Piano, teclados - Henry Díaz - Percusión - Andrea Bronston, Susana de las Heras, Sergio Fachelli - Coros - Liza Ball, Camilo Sesto, José Morato - Coros - Mariano Pérez, Javier Losada - Coros | - Jill Burrows (Londres), Juan Ferrera (Madrid) - Organización de producción - Camilo Sesto, Óscar Gómez - Producción y Realización. - Trevor Hallesy (Londres), Joaquín Torres y Álvaro Corza Nego (Madrid), Eric Zobler (Los Ángeles) - Ingeniería de sonido - Sabrina Buchanek - Asistente de ingeniería - Jeffrey Mayer, Rainbow Photography - Fotografía - Toni Gayán - Diseño - Mezclado en Larrabee Sound |